# 达宁顿堡
达宁顿堡是一个小型市镇和英格兰莱斯特郡的民政教区。它坐落于东米德兰兹机场附近的国家林地边缘。

## 交通和住房
达宁顿堡位于前诺丁汉至伯明翰的主干道上。这个城镇是新旧混合的，现代商店混杂在乔治亚式房屋之间。几个可以追溯到17世纪及更早的木结构房屋在主路上被保留了下来。
该镇没有火车站，但是东米德兰兹林荫路于2008年初在索尔河畔拉特克利夫开设，提供了对米德兰主线的连接。
1868年，米德兰铁路在城镇北部边缘开设了达宁顿堡线，其中包括达宁顿堡和沙德洛火车站。该站于1930年关闭了常规客运，并在1968年完全被关闭并拆除。进出车道仍然存在，但仅限行人。作为通过德比路线的替代方式，铁路依然开放以实现大量货运量。

## 教育
达宁顿堡有两所小学，圣爱德华兹和奥查德小学，每所学校约服务城镇的一半。 多宁顿城堡学院于2007年9月10日庆祝成立50周年，它接收11-16岁的学生。

## 活动
一年一度的五月银行假日中世纪集市在伯勒街举行，当地摊位伴随着舞蹈和音乐出售各种商品。
在每个月的第二个周六会在达宁顿堡社区中心的“都铎”旧址上举行农民集市。
达宁顿公园在1980年代和1990年代是怪兽摇滚节的原场地，现在是一年一度的下载摇滚节的举办地。它还举办过一场一级方程式大奖赛——1993年4月的欧洲大奖赛，这场比赛的冠军是艾尔顿·塞纳。它还原本被定为从2010年起至少10年的英国大奖赛举办地，但该计划由于财政问题被取消。赛道还举办达宁顿大奖赛收藏展，这是世界上关于一级方程式和大奖赛赛车最大的收藏展。前F1车手布赖恩·亨顿出生在达宁顿城堡。